# Führungsunterstützungsbrigade 4
Die Führungsunterstützungsbrigade 4 war eine der Führungsunterstützungsbrigaden des Heeres der Bundeswehr mit Stabssitz zuletzt in Berlin.

## Geschichte

### Vorgeschichte
Nach Ende des Ost-West Konflikts wurde die Struktur der Führungsunterstützungstruppen zur Einnahme der Heeresstruktur V bzw. V (N) grundlegend geändert. Ein Großteil der Fernmeldetruppe im westdeutschen Feld- und Territorialheer war bisher auf oberster Ebene in Fernmeldekommandos gegliedert. Die westdeutschen Korps führten als Korpstruppen die Fernmeldekommandos. Analog führten die Territorialkommandos ein direkt unterstelltes Fernmeldekommando. Kleinere Truppengattungen zur unmittelbaren Führungsunterstützung wie die Topographietruppe, die Frontnachrichtentruppe und die Truppe für Operative Information oder der Militärmusikdienst waren bisher als Teil der Korpstruppen ebenfalls direkt den Korps und Territorialkommandos nachgeordnet.
In der neuen Struktur wurde die Masse der oben aufgezählten Truppenteile zur Führungsunterstützung des Feld- und Territorialheers – soweit diese nicht außer Dienst gestellt wurden – in neu aufgestellten Führungsunterstützungsbrigaden zusammengefasst. Im Kern handelte es sich dabei aber um Fernmeldeverbände. Nach ähnlichem Prinzip erfolgte die Aufstellung der Sanitätsbrigaden und Logistikbrigaden bei den Korps. Diese fusionierten Großverbände neuen Typs vereinten Truppenteile und Aufgaben des bisherigen Feld- und Territorialheeres. Erst im Verteidigungsfall wären die Verbände voraussichtlich wieder getrennt worden. Vorgesehen war, jedem der drei geplanten Korps/Territorialkommandos jeweils eine Führungsunterstützungsbrigade zu unterstellen. Entsprechend erfolgte die Nummerierung der neu aufzustellenden Führungsunterstützungsbrigaden:
- Führungsunterstützungsbrigade 1 für das geplante I. Korps/Territorialkommando Nord
- Führungsunterstützungsbrigade 2 für das geplante II. Korps/Territorialkommando Süd
- Führungsunterstützungsbrigade 4 für das nach der Wiedervereinigung in Ostdeutschland neu aufgestellte IV. Korps/Territorialkommando Ost, das zunächst als Korps/Territorialkommando Ost bezeichnet wurde.[A 1]

Letztlich kam es nicht zu der Aufstellung der fusionierten Korps/Territorialkommandos in Westdeutschland. An der Aufstellung der Führungsunterstützungsbrigaden bei den Korps bzw. beim Korps/Territorialkommando Ost hielt man jedoch fest. Durch die Umgliederung des I. Korps in das 1. Deutsch-Niederländische Korps wurde dessen Führungsunterstützungsbrigade letztlich unter der Bezeichnung Führungsunterstützungsbrigade Deutsch-Niederländisches Korps ausgeplant. Daneben wurde auf Ebene der obersten Heeresführung einem ähnlichen Prinzip folgend die Führungsunterstützungsbrigade 900 ausgeplant.

### Aufstellung
Die Führungsunterstützungsbrigade 4 wurde am 1. April 1994 in der Schlieffen-Kaserne in Stahnsdorf beim Korps/Territorialkommando Ost aufgestellt.

### Verlegung nach Berlin
Ab 1996 war der Stabssitz die Julius-Leber-Kaserne in Berlin.

### Auflösung
Die Führungsunterstützungsbrigade 4 wurde am 19. Juni 2002 etwa zeitgleich mit dem IV. Korps aufgelöst. In „Nachfolge“ wurde zeitgleich am Standort Julius-Leber-Kaserne das Führungsunterstützungsregiment 38 im Wehrbereich III neu aufgestellt.

## Verbandsabzeichen
Die Führungsunterstützungsbrigade  führte anders als die meisten anderen Brigaden des Heeres kein eigenes Verbandsabzeichen. Die Soldaten trugen daher das Verbandsabzeichen des übergeordneten Großverbandes. Als „Abzeichen“ wurde daher unpräzise manchmal das interne Verbandsabzeichen des Stabes und der Stabskompanie „pars pro toto“ für die gesamte Führungsunterstützungsbrigade genutzt. 